# Z niezwykłym okrucieństwem
Z niezwykłym okrucieństwem (ang. Cruel and Unusual) – film dokumentalny w reżyserii Janet Baus i Dana Hunta z 2006 r. opisujący sytuację transpłciowych więźniarek w męskich zakładach penitencjarnych w USA.
Film opowiada o problemach zamkniętego świata, który rzadko przedostaje się na zewnątrz, do publicznej świadomości i o niezwykle ciężkich wykluczeniach społecznych. W więzieniach transpłciowym kobietom odmawia się kontynuacji kuracji hormonalnej, która jest u nich kluczowym etapem procesu korekty płci. Osadzone w celach z mężczyznami przeżywają gehennę: są wyszydzane, poniżane i gwałcone. W desperacji często dokonują samookaleczeń. Jedna z rozmówczyń, Linda, opowiada, jak w więzieniu, będąc u kresu wytrzymałości, odcięła sobie żyletką penisa na oczach strażnika. Na wolności wegetuje w skrajnych warunkach, w małej chacie bez prądu i wody – dwumetrowa, barczysta transpłciowa kobieta po wyroku nie ma szansy na żadną pracę.

## Nagrody i nominacje
- 2006:
  - nagroda Freedom Award dla twórców filmu podczas Outfest – Los Angeles Gay & Lesbian Film Festival
  - nagroda dla najlepszego filmu dokumentalnego podczas San Francisco International Lesbian & Gay Film Festival
- 2008:
  - nominacja do GLAAD Media Awards w kategorii filmów dokumentalnych